# Wittelsheim
Wittelsheim è un comune francese di 10 543 abitanti situato nel dipartimento dell'Alto Reno nella regione del Grand Est.

## Società

### Evoluzione demografica
Abitanti censiti